# Minolta
Minolta (ミノルタ, Minoruta, Minolta Co., Ltd) fu un'azienda giapponese fondata nel 1928 a Osaka, specializzata nel settore della fotografia e dell'ottica di precisione, nell'elettronica di consumo e d'ufficio. Era specializzata in apparecchi di riproduzione (fotocopiatrici, telefax, stampanti laser, digitalizzatori di immagini) e ottici (macchine fotografiche e relativi accessori, binocoli).
Fondata a Osaka nel 1928, nel 1933 produsse i primi apparecchi con il suo marchio ed esistette come realtà indipendente fino al 2003, anno di fusione con Konica a formare Konica Minolta, che tuttavia chiuse le proprie attività nel settore fotografico il 19 gennaio 2006 con contestuale cessione a Sony delle proprie linee produttive.
Il nome Minolta sopravvive nei prodotti a marchio Konica Minolta nel ramo business.

## Storia

### Nifca (1928-1931)
Questo periodo si distinse per la produzione di fotocamere a nome NIFCA (acronimo di NIppon Foto CAmeras), con design copiato alle folding più all'avanguardia come le Zeiss Ikon, ma costruite interamente in Giappone con componenti importati, quali otturatori Compur e obiettivi Zeiss, oppure otturatori Vario e lenti Wekar. Nel 1929 fu creata la prima fotocamera folding di Minolta, la "Nifcalette" formato 4x6,5 cm su pellicola 127.

### Molta Company (1931-1937)
Lo sviluppo e la crescita della società si consolidò e viene riorganizzata sotto il nome di Molta Company (MOLTA è l'acronimo di Mechanismus, Optik und Linsen von TAjima). È in questo periodo che videro la luce i primi modelli con marchio Minolta, acronimo di Mechanismus, Instrumente, Optik und Linsen von TAjima, che nel frattempo fu registrato; tra questi modelli, vi erano le folding Semi-Minolta formato 4,5x6 cm su pellicola 120. Nel 1936 fu presentata la "Minoltaflex", prima reflex bi-ottica giapponese molto simile alle Rolleicord e Ikoflex dell'epoca.

### Chiyoda Kogaku Seiko K.K. (1937-1962)
Nuovi sviluppi e crescita aziendale richiesero una nuova riorganizzazione. Nel 1937 fu completato lo stabilimento di Sakai per la finitura di lenti e obiettivi; fino ad allora il vetro ottico grezzo veniva fornito dalla Asahi Otical Company (Pentax). Nel 1942 venne costruito lo stabilimento di Itami per la fusione del vetro ottico, cosicché Minolta divenne uno dei tre più grandi produttori di vetro ottico giapponese. Dopo i danni subiti durante la seconda guerra mondiale, nel 1946 fu avviata la costruzione dell'impianto di Toyokawa. Nel 1950 fu prodotta la "Konan 16", una fotocamera di precisione in formato 10x14 mm su pellicola 16 mm, molto simile alle Minox dell'epoca. La diversificazione della produzione iniziò nel 1957, dove a Tokyo Minolta costruì il primo Planetarium di fabbricazione interamente giapponese. Nel 1958 nasce la prima reflex mono obiettivo (SLR) di Minolta, la "SR-2", introducendo uno dei primi attacchi tra ottica e corpo macchina a baionetta giapponesi. Nel 1960, forte di una crescita continua, Minolta si espanse al mercato estero e aprì una filiale a New York; nel frattempo l'azienda entrò nel mercato di proiettori da ufficio e fotocopiatrici.

### Minolta Camera Company LTD (1962-1982)
Nel 1962 nacque la "SR-7", una SLR dotata del primo esposimetro incorporato al mondo. Nello stesso anno una fotocamera compatta 35 mm, la "HI-MATIC", venne scelta per il programma spaziale "Friendship 7" dalla NASA, diventando la prima fotocamera al mondo a riprendere lo spazio. Nel 1963, con il compimento di 35 anni dalla fondazione, fu completato il Centro di Ricerca e Sviluppo di Sakai. Nel 1964 anche l'impianto di Toyokawa diventa operativo e vengono prodotte le prime fotocopiatrici elettrostatiche da ufficio. Nel 1965 venne aperta la filiale europea di Minolta ad Amburgo. Nel 1966 fu presentata la serie "SR-T", una nuova linea di SLR 35 mm caratterizzate da una costruzione meccanica e ottica di alto livello; in particolare, il modello "SR-T 101" è stata la prima reflex Minolta ad essere equipaggiata di esposimetro TTL (Thru The Lens). Nel 1968 continuò la collaborazione con la NASA con un esposimetro portatile "Space Meter" che ruotò intorno alla Luna con la stazione Apollo 8. Nel 1969 prosegue l'avventura lunare con l'Apollo 11, equipaggiato con lo "Space Meter". Nel 1971 fu completato lo stabilimento di Sayama per la finitura, il rivestimento e la lappatura delle lenti per gli obiettivi della serie "Rokkor", che prendono il nome dal vicino monte Rokko, alla base del quale vengono estratti i minerali necessari per la composizione dei vetri ottici.

### Tappe fondamentali
- 1928: Kazuo Tashima fonda la Nichi-Doku Shashinki Shōten (precursore di Minolta Co., Ltd.).
- 1929: Sul mercato viene proposta la prima fotocamera del marchio, "Nifcarette" (ニフカレッテ).
- 1937: Il sistema Minolta Flex è il secondo sistema reflex a doppia lente presente in Giappone.
- 1947: Introduzione della fotocamera a telemetro Minolta 35
- 1958: La Minolta SR-2 è la prima fotocamere SLR presentata da Minolta.
- 1959: Introdotta sul mercato la Minolta SR-1
- 1962: John Glenn usa una versione specificamente modificata della Minolta Hi-Matic in una missione nello spazio, la Friendship 7. La società cambia il proprio nome in Minolta Camera Co., Ltd.
- 1966: La Minolta SR-T 101 SLR è una delle prime macchine fotografiche con un sistema TTL (through-the-lens) di misurazione dell'esposizione. Tale fotocamera verrà scelta da molti fotografi famosi quali ad esempio Annie Leibovitz
- 1968: Minolta viene di nuovo scelta per fornire strumenti fotografici da usare in una missione spaziale: il Minolta Space Meter viene usato nella missione Apollo 8.
- 1972: Minolta firma un accordo commerciale con Leica per lo sviluppo di fotocamere SLR.
- 1973: La Minolta CL è la prima fotocamera frutto dell'alleanza Minolta-Leica
- 1976: Viene introdotta la Leica R3; Minolta produce i modelli R3, R4, and R5.
- 1977: La Minolta XD-7 (XD-11 nei mercati nordamericani) viene introdotta sul mercato: è la prima fotocamera SLR al mondo ad offrire più modi operativi utilizzando le modalità M, A, S oltre ad una modalità P (Program) gestita da un computer su microchip -sistema di modalità ancora oggi utilizzato su tutte le fotocamere reflex presenti sul mercato.
- 1981: Viene implementato il sistema brevettato da Minolta di misurazione dell'esposizione TTL (through-the-lens) OTF (off-the-film) e la Minolta CLE è la prima fotocamera a telemetro 35 mm ad utilizzare un sistema simile; viene introdotta la Minolta X-700, macchina fotografica SLR a fuoco manuale venduta fino al 1999 con enorme successo; la Minolta XD-11 modello E è la prima Minolta a venire commercializzata con un logo ristilizzato (in maiuscole), usato fino alla fusione con Konica nel 2003
- 1985: Introdotta sul mercato la Minolta 7000 (Minolta Maxxum 7000), prima fotocamera SLR 35 mm al mondo con motore Autofocus integrato nel corpo macchina; nasce così il sistema di ottiche con attacco Minolta AF (o Minolta Dynax/Maxxum/Alpha) utilizzato ancora oggi nelle fotocamere SLR digitali Sony Alpha
- 1987: Honeywell, società americana, fa causa a Minolta per violazione di brevetti registrati relativi alle tecnologie Autofocus
- 1991: Il sistema Autofocus Minolta viene riconosciuto come violazione dei brevetti Honeywell; dopo una battaglia in sede processuale questo stesso anno a Minolta viene intimato di pagare ad Honeywell danni, penali, spese di lite e altri costi per un totale di 127,6 milioni di Dollari (Fonte: NYTimes)
- 1992: Minolta raggiunge un accordo fuori dalla sede processuale con Honeywell
- 1994: La società muta nome in Minolta Co., Ltd. in quanto non solo meramente società produttrice di macchine fotografiche
- 1995: Introduzione sul mercato della Minolta RD-175, una SLR digitale da 1,75 megapixel
- 1996: Il sistema SLR Minolta Vectis viene progettato interamente considerando il formato APS (Advanced Photo System)
- 1998: Introduzione sul mercato della Minolta Dynax/Maxxum 9, SLR con Autofocus e caratteristiche tecniche innovative e all'avanguardia che la pongono ai vertici della categoria SLR; Minolta ingegnerizza e produce una fotocamera con molte caratteristiche non presenti nelle macchine della concorrenza (Canon e Nikon in primis)
- 2001: Introdotta sul mercato la Minolta Dynax/Maxxum 7, SLR leggermente inferiore a Minolta Dynax 9, ma con alcune caratteristiche che la rendono un prodotto allo stesso livello tecnico e ad un livello tecnologico anche superiore grazie alla presenza di caratteristiche come microprocessori che permettono un sistema Autofocus efficace e particolarmente veloce, un grande display LCD sul dorso in grado, tra l'altro, di mostrare esattamente i valori EV di ogni singola delle 14 celle CCD dell'avanzato sistema di misurazione dell'esposizione TTL Minolta e la possibilità di riavvolgere parzialmente i rullini in modo da alternare facilmente l'uso di pellicole diverse (con valori ISO differenti, colore e bianco nero, ecc)
- 2002: La Minolta Dynax 5 fa il suo ingresso sul mercato, contraddistinta da un design moderno (piccola, leggera e argentata) e da molte delle caratteristiche implementate nella Minolta Dynax 7, come il sistema di misurazione dell'esposizione TTL, l'Autofocus più veloce della categoria, diversi programmi preimpostati per Paesaggi/Macro/Ritratti/Foto notturne
- 2003: Con la DiMAGE A1 Minolta introduce l'ennesima innovazione: il primo sensore di fotocamera digitale con funzione Anti-vibrazioni, prima mondiale; questo modello è l'ultimo ad essere marchiato Minolta prima della fusione con Konica
- 2004: Minolta e Konica si fondono ufficialmente in Konica Minolta Holdings, Inc.; introdotte sul mercato Konica Minolta Dynax/Maxxum 7D e, successivamente, Konica Minolta Dynax/Maxxum 5D, SLR digitali caratterizzate da importanti caratteristiche tecniche ed elevata qualità di immagine, ma di scarso successo commerciale per le scarne politiche di marketing della società -assolutamente inferiori rispetto a quelle delle rivali Nikon e Canon- e per il relativo ritardo dell'entrata di Konica Minolta nel nuovo settore delle fotocamere reflex digitali, in cui sempre Nikon e Canon avevano già fatto il loro ingresso con debito anticipo
- 2005: Konica Minolta annuncia un'allenanza con Sony per lo sviluppo di sensori CCD e CMOS
- 2006: Konica Minolta annuncia ufficialmente il proprio ritiro dal settore imaging sia digitale che analogico, nonché la cessazione della produzione di fotocamere a proprio nome, ponendo fine ad una storia lunga 78 anni come produttore di macchine fotografiche; gli ultimi modelli venduti sono la DiMAGE X1 e Z6. Si annuncia che tutti gli asset di Konica Minolta Photo Image, Inc.'s, divisione fotocamere del gruppo Konica Minolta, passeranno a Sony.